# Anton Gebert
Anton Gebert (* 10. April 1885 in Heiligenkreuz bei Plan, Westböhmen; † 17. Mai 1942 im KZ Dachau) war ein sudetendeutscher römisch-katholischer Priester des Erzbistums Prag.

## Leben
Nach seinem Studium der Katholischen Theologie und seiner Promotion empfing der Bauernsohn Anton Gebert am 18. Juli 1909 in Prag die Priesterweihe. Seine geistliche Laufbahn brachte ihn bis zum Amt eines Kanonikers und Domkapitulars am Metropolitankapitel von St. Veit. Zudem war er Rektor der St. Salvatorkirche für die Deutschen in Prag. Am 19. Oktober 1934 wurde er zum Doktor der Theologie promoviert. Er war Dozent für Katechetik an der Theologischen Fakultät der Deutschen Universität Prag.
Schon im Oktober 1938 trat Gebert mit Prälat Josef Grüner an den deutschen Geschäftsträger in Prag, Andor Hencke, mit der Forderung nach weiteren deutschen Diözesen in Böhmen heran. Begründet wurde diese Forderung mit der stärkeren „nationalen Zuverlässigkeit“ des sudetendeutschen Klerus, die größer sei als die des altreichsdeutschen und österreichischen, was man „durch seine Kampfstellung gegen die Tschechen“ bewiesen habe. Nach der Besetzung der sog. Rest-Tschechei durch die Truppen der Wehrmacht und der Errichtung des Protektorats Böhmen und Mähren am 15. März 1939 wurde Gebert örtlicher Wehrmachtsgeistlicher. Er wohnte im Haus Burgplatz 6 in Prag 4.
Der Prager Erzbischof Kardinal Karel Kašpar beauftragte Gebert 1940 mit der Seelsorge verhafteter tschechischer Priester. In den frühen Morgenstunden des 6. Januar 1941 wurde er selbst verhaftet und ins Gefängnis Pankrác gebracht. Der Haftbefehl wurde am 6. Mai 1941 von Amtsgerichtsrat Dr. Seidl ausgestellt (AZ. 7 Gs. 675/41). Am 12. Juni 1941 erhob der Oberstaatsanwalt beim Sondergericht Prag, Franz Ludwig, Anklage gegen Gebert (AZ: 5 Js. 545/41), er habe „gehässige, hetzerische und von niedriger Gesinnung zeugende böswillige Äußerungen über leitende Persönlichkeiten des Staates oder der Nationalsozialistischen Deutschen Arbeiterpartei“ gemacht sowie ausländische Sender gehört. Am 23. Juli 1941 wurde Gebert zu einem Jahr Gefängnis verurteilt. Anstatt danach entlassen zu werden, wurde er im KZ Theresienstadt inhaftiert und von dort am 1. Mai 1942 als Gefangener Nr. 29884 ins KZ Dachau deportiert. Dort kam er nur 17 Tage später zu Tode. Die Urne mit seiner Asche, in einem Holzsarg eingeschlossen, wurde in seinem Heimatort Heiligenkreuz/Chodsky Ujezd beigesetzt. Das Grab ist nicht erhalten.
Sein Onkel war Theobald Scharnagl (1867–1943), der 43. Abt des Klosters Osek in Nordböhmen.

## Würdigung
Die katholische Kirche hat Domkapitular Anton Gebert als Glaubenszeugen in das deutsche Martyrologium des 20. Jahrhunderts aufgenommen.